# Czernidłak naparstkowaty
Czernidłak naparstkowaty (Coprinus digitalis (Batsch) Fr.) – gatunek grzybów należący do rodziny pieczarkowatych (Agaricaceae).

## Systematyka i nazewnictwo
Pozycja w klasyfikacji według Index Fungorum: Coprinus, Agaricaceae, Agaricales, Agaricomycetidae, Agaricomycetes, Agaricomycotina, Basidiomycota, Fungi.
Po raz pierwszy opisał go w 1783 r. August Johann Georg Karl Batsch, nadając mu nazwę Agaricus digitalis. W 1838 r. Elias Fries przeniósł go do rodzaju Coprinus. Według Index Fungorum jest to takson niepewny. Nazwę polską podał w 1890 r. Franciszek Błoński. Feliks Teodorowicz w 1936 r. nazywał go mierzwiakiem palcowatym.

## Występowanie i siedlisko
Podano nieliczne stanowiska w Europie i Ameryce Północnej. W Polsce do 2003 r. podano kilkanaście stanowisk, w późniejszych latach podano następne.
Grzyb saprotroficzny występujący wśród traw i innych roślin.